# 몬테산조반니인사비나
몬테산조반니인사비나(이탈리아어: Monte San Giovanni in Sabina)는 이탈리아 라치오주 리에티도에 위치한 코무네다. 로마로부터 북동쪽 50km, 리에티로부터 남서쪽 10km 거리에 있다.